# Vernadskiy (cráter)
Vernadskiy es un cráter de impacto perteneciente a la cara oculta de la Luna, situado detrás del terminador este. Se encuentra al oeste-noroeste del cráter más pequeño Siedentopf. Al sur se halla Gavrilov, y mucho más lejos al oeste aparece Meggers.
|  |

Es una formación que ha sufrido cierto desgaste. El borde exterior ha sido bombardeado por una miríada de impactos menores, produciendo un perfil erosionado e irregular. Unido al borde exterior al noreste yace el cráter Florensky (anteriormente denominado Vernadskiy B), un cráter igualmente desgastado. El suelo interior de Vernadskiy también está marcado por una serie de pequeños impactos, aunque en general es más llano que el terreno irregular que rodea el cráter.
En algunas fuentes el nombre se deletrea como Vernadskyy, Vernadskij, o Vernadsky. La ortografía seguida en este artículo es la adoptada por la UAI en 1970. El cráter se nombra en honor de Vladímir Vernadski, un mineralogista soviético.

## Cráteres satélite
Por convención estos elementos son identificados en los mapas lunares poniendo la letra en el lado del punto medio del cráter que está más cercano a Vernadskiy.
|            | \| Vernadskiy \| Coordenadas \| Diámetro \| \| ---------- \| ------------------------------ \| -------- \| \| U \| 23°42′N 126°30′E / 23.7, 126.5 \| 37 km \| \| X \| 25°54′N 129°00′E / 25.9, 129.0 \| 64 km \| |          |
| Vernadskiy | Coordenadas | Diámetro |
| U          | 23°42′N 126°30′E / 23.7, 126.5 | 37 km    |
| X          | 25°54′N 129°00′E / 25.9, 129.0 | 64 km    |